# Menaechmi
Menaechmi is een komedie van de Latijnse dichter Titus Maccius Plautus. Het is een klucht waarin tweelingbroers voortdurend met elkaar verwisseld worden, met alle gevolgen van dien. Shakespeare heeft het stuk nagevolgd in zijn Comedy of Errors.